# Nordost-Dinka
Nordost-Dinka, auch Padang oder Weißer-Nil-Dinka genannt, ist eine nilotische Sprache und wird von 320.000 Menschen gesprochen, die im Südsudan und im Süden Sudans leben.
Nordost-Dinka ist nirgendwo Amtssprache.
Das Volk, das diese Sprache spricht, wird Dinka genannt.